# Poliepenluis
De poliepenluis (Kerona polyporum) kan tot 0,2 mm lang worden. Het is een niervormige eencellige, met vele trilharen (ciliën).
De poliepenluis behoort in tegenstelling tot wat de naam suggereert niet tot de luizen, dit zijn insecten. De naam is te danken aan de levenswijze; de eencellige leeft op en tussen de tentakels van verschillende soorten zoetwaterpoliepen, zoals die uit het geslacht Hydra. Ook is de poliepenluis geen parasiet maar het organisme voedt zich met voedselresten van poliepen waarop hij voorkomt. Hij behoort net als de pantoffeldiertjes tot wimperdiertjes (Ciliata). Andere bekende groepen eencelligen zijn bijvoorbeeld amoeben en zonnediertjes.